# Železniška proga Pivka–Ilirska Bistrica–d. m.
Železniška proga Pivka–Ilirska Bistrica–državna meja je ena izmed železniških prog, ki sestavljajo železniško omrežje v Sloveniji.
Začetna železniška postaja je Pivka, medtem ko je končna Ilirska Bistrica. Po prehodu meje s Hrvaško se proga nadaljuje do Reke.